# Секурітас на монетах Стародавнього Риму

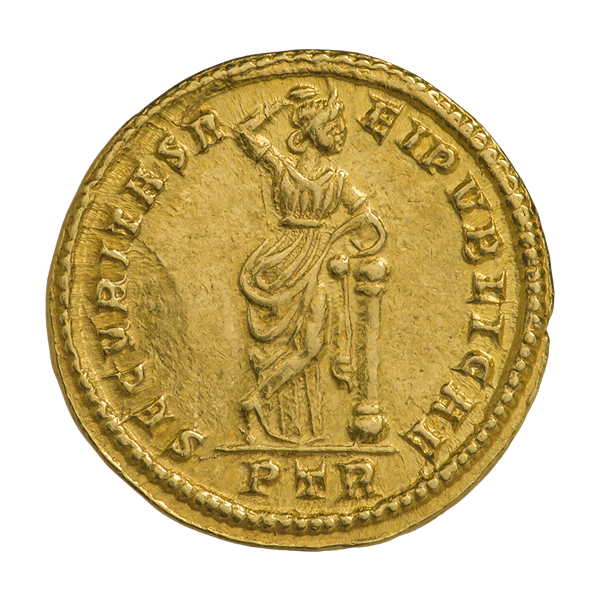
Зображення Секурити на соліді Костянтина Великого

Секурита на монетах Стародавнього Риму присутня на декількох сотнях типів монет Римської імперії. Секурита (лат. Securitas) — давньоримська богиня безпеки і стабільності. Найчастіше римляни зверталися до неї з жертвопринесеннями перед тривалими подорожами. На відміну від Фортуни, Спес і інших персонажів римського пантеона богині безпеки не присвячували храмів і не встановлювали статуї. Про характер її зображень можливо судити головним чином по монетах.
Секурита часто зображують у вигляді жінки, що спирається на колону, яка і сама по собі символізує безпеку, або ж з закинутою за голову рукою, що підкреслює спокій, пов'язаний з поняттям безпеки.
Вперше Секурита з'явилася на монетах Нерона. Воно було пов'язане з невдалою змовою проти імператора. Порятунок Нерона від небезпек, що загрожували йому, офіційна пропаганда пов'язувала з божественним захистом. Це знайшло відображення і в монетах, на яких з'явилася богиня безпеки і стабільності Секурітас.
Існує й інша версія застосування богині безпеки на монетах. В умовах, коли жителі Риму залежали від поставок зерна з інших частин імперії, Секурита, на думку римлян, охороняла кораблі від бурь і корабельних аварій.

## Ресурси Інтернету
- Jones John Melville. Securitas //  [Архівовано 14 жовтня 2018 у Wayback Machine.] A Dictionary of Ancient Roman Coins. — London: SPINK, 1990.
- Stevenson S. W., Smith C. R., Madden F. W. Securitas //  [Архівовано 20 жовтня 2018 у Wayback Machine.] A Dictionary of Roman Coins.  [Архівовано 26 серпня 2018 у Wayback Machine.] London: George Bell and sons, 1889. 726 p.